# Apaisement de la circulation
Pour les articles homonymes, voir Apaisement.
 (mai 2020).
 (mai 2020).
Le contenu est difficilement compréhensible vu les erreurs de traduction, qui sont peut-être dues à l'utilisation d'un logiciel de traduction automatique.
L'apaisement de la circulation est le ralentissement ou la réduction du trafic automobile officiellement mis en place pour améliorer la sécurité des piétons et des cyclistes et améliorer l'environnement pour les résidents. Les urbanistes et les ingénieurs de la circulation ont de nombreuses stratégies pour ralentir la circulation. Ces mesures sont courantes en Australie et en Europe (surtout en Europe du Nord), mais moins en Amérique du Nord.

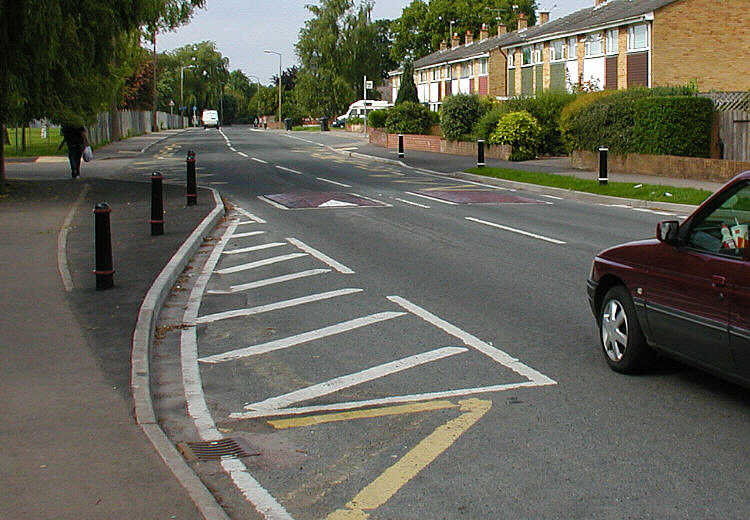
Deux mesures d'apaisement de la circulation: coussins berlinois et un élargissement du trottoir (marqué de poteaux noirs et de lignes blanches)

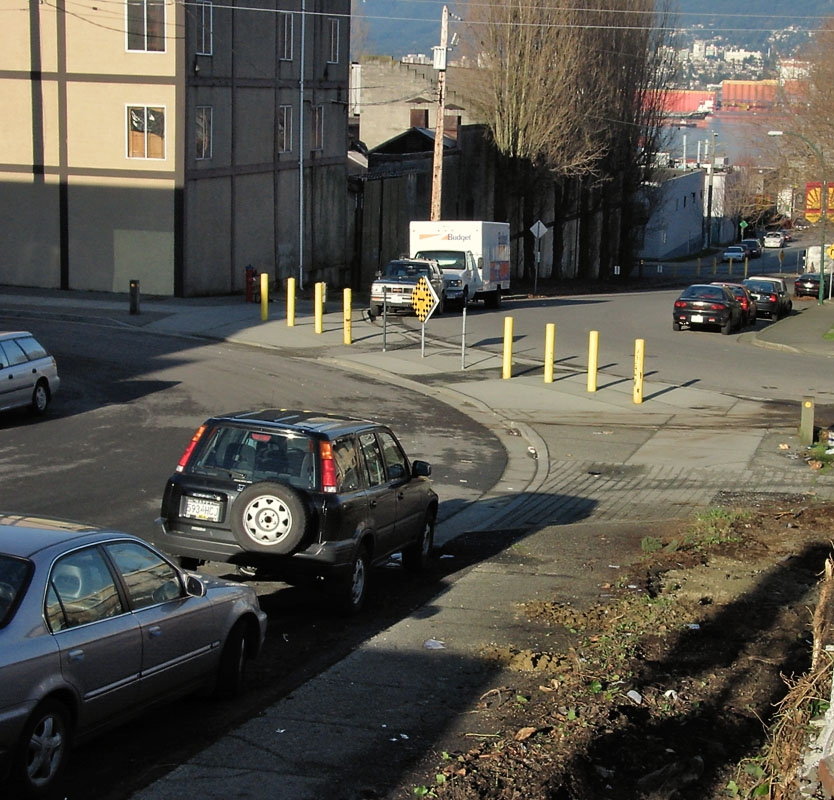
Un déviateur remplace une intersection par deux courbes

## Types de mesures d'apaisement de la circulation
L'apaisement de la circulation peut inclure les mesures techniques suivantes, : 
- Voies de circulation plus étroites. La largeur des rues peut être réduite, par l'extension du trottoir, l'ajout de bornes ou de jardinières, ou l'ajout d'une voie cyclable ou de stationnements. Le rétrécissement des voies de circulation diffère des autres mesures en faisant en sorte que les vitesses plus lentes semblent plus naturelles aux conducteurs et moins une imposition artificielle, par opposition à la plupart des autres mesures utilisées qui forcent physiquement des vitesses inférieures ou limitent le choix des parcours. On peut aussi créer un rétrécissement virtuel. Dans le domaine de la conduite automobile, on appelle « effet tunnel » un rétrécissement latéral du champ de vision lié à l'augmentation de la vitesse[1]. Réciproquement, un rétrécissement optique de la chaussée peut provoquer un ralentissement. L'effet tunnel psychologique désigne le ralentissement de la circulation automobile lorsque les conducteurs se retrouvent entre deux barrières verticales : plantations d'arbres, de haies, bordures de trottoirs plus hautes… Il serait dû à un effet d'enfermement et à la sensation de ne pouvoir éviter un danger.
- Ralentisseurs, parfois fendus ou décalés au milieu pour aider les véhicules d'urgence à réduire les retards.
- Ralentisseurs dos d'ânes, dispositifs paraboliques qui sont moins agressifs que les ralentisseurs et utilisés sur les rues résidentielles.
- Tables de vitesse, longues à sommet plat, elles ralentissent les voitures plus progressivement que les dos d'ânes.
- Le coussin berlinois est assez récent et est une forme spéciale du dos d'âne : c'est une plaque carrée surélevée (souvent blanche pour la repérer) posée sur 1 voie à la fois (si la route est à double-sens, il y en a deux) avec 4 bords obliques. Elle oblige le conducteur d'un véhicule léger à freiner massivement car les roues doivent monter correctement sur la borne. Le conducteur d'un véhicule lourd peut en revanche éviter la borne si le diamètre des essieux est plus grand que le côté de la plaque installée. Ce type de ralentisseur est réputé dangereux par les conducteurs deux-roues surtout par temps de pluie car le risque de glisser est toujours présent.
- Chicanes, qui créent une déviation horizontale forçant les véhicules à ralentir comme ils le feraient pour une courbe.
- Traverses surélevées pour piétons et intersections surélevées.
- Avancée de trottoir qui rétrécit la largeur de la chaussée aux passages pour piétons.
- Refuges pour piétons ou îlots au milieu de la rue.
- Déviateurs médians pour empêcher de tourner à gauche de pénétrer dans une zone résidentielle.
- Changement du matériau de surface ou de la texture (par exemple, l'utilisation sélective de briques ou de pavés).
- Panneaux de signalisation de cédez-le-passage supplémentaires.
- Conversion de rues à sens unique en rues à circulation à double sens.
- Étrangleurs, qui sont des trottoirs élargis qui rétrécissent la chaussée à une seule voie à certains endroits[3].
- Permettre le stationnement sur un ou les deux côtés d'une rue.
- La conversion d'une intersection en cul-de-sac ou en impasse.
- Barrière de fermeture, limitant la circulation de transit aux véhicules autorisés.
- Fermeture de rues pour créer des zones piétonnes.
- Réduction des limites de vitesse près des institutions comme les écoles et les hôpitaux.
- Panneaux réagissant avec un message s'ils détectent un véhicule dépassant une vitesse prédéterminée.

### Limites de vitesse

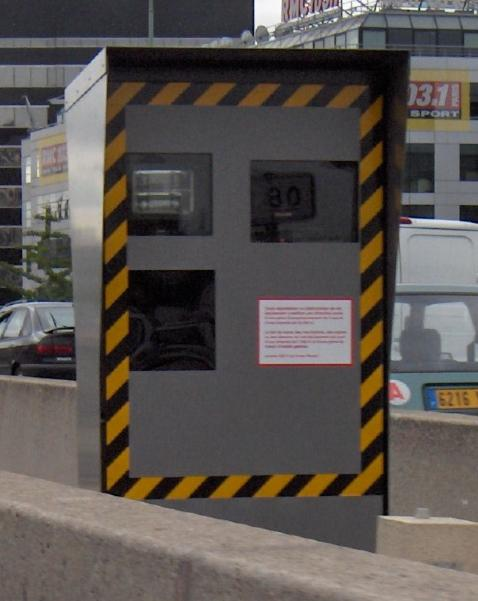
Radar-photo contrôlant la vitesse

La réduction de la vitesse a traditionnellement été tentée par l'introduction de limites de vitesse obligatoires. Des vitesses de circulation de 30 km/h et inférieures sont dites être plus souhaitables sur des routes urbaines de trafic mixte. La ville autrichienne de Graz, qui a connu une croissance constante dans le cyclisme, a appliqué une limite de 30 km/h à 75 % de ses rues depuis 1994. Les limites de vitesse, qui sont en dessous de la vitesse que la plupart des automobilistes considèrent comme raisonnable pour le chemin donné, requièrent des mesures supplémentaires pour en améliorer le respect. Les tentatives visant à améliorer le respect des limites de vitesse sont généralement obtenues par l'éducation, la coercition ou l'ingénierie routière. L'éducation peut signifier des campagnes de publicité ou de la formation ciblée pour les usagers de la route.
Les techniques d'application des limites de vitesse comprennent : l'action directe de la police, les systèmes automatisés tels que les radars ou un panneau ou feu de circulation activé par les véhicules dépassant un certain seuil de vitesse préréglée. Un expert au sujet des vélos a fait valoir l'imposition de restrictions directes sur la vitesse des véhicules à moteur et des performances d'accélération. Un rapport de l'Union Européenne sur la promotion de la marche et du vélo spécifie, comme une de ses mesures prioritaire, un contrôle de la vitesse fondé sur des appareils mobiles munis de caméras à des endroits inattendus. Les Pays-Bas comptent approximativement 1 500 caméras de vitesse ou feux et ont fixé un objectif de 30 km/h de limite sur 70 % des routes urbaines[réf. nécessaire]. Le Royaume-Uni compte plus de 6 000 caméras de vitesse, qui ont recueilli plus de 100 millions de livres d'amendes en 2006-2007.
Les mesures d'ingénierie impliquent de modifier physiquement le tracé des routes ou leur apparence de manière active ou passive, afin de ralentir la circulation. Ces mesures comprennent les ralentisseurs, chicanes, élargissements de trottoirs, et les zones de rencontre. La ville de Hilden en Allemagne a atteint un taux de 24 % des déplacements sur deux roues, principalement par l'apaisement de la circulation et l'utilisation de zones de 30 km/h.
Toutefois, la vitesse de 30 km/h pose encore des questionnements sur sa pertinence au fur et à mesure de sa mise en place. Si pour certaines portions de rue ou de quartier, elle apparait la meilleure solution, force est de constater que son déploiement mur à mur pose un sérieux défi de perte de respect des usagers de la route. La vitesse étant jugée naturellement par l'usager beaucoup trop basse et amène plusieurs soucis de cohérence. 
Dans ce souci, plusieurs villes, dont Bruxelles, ont abandonné la tolérance zéro pour ne verbaliser qu'à partir de 40 km/h, vitesse considérée comme plus raisonnable. Toutefois cela ne calme pas la grogne[style à revoir], et les vitesses permises sont souvent non respectées.
Certains élus s'en sont servi comme argument écologique, mais cela n'est pas démontré.

### Zone de rencontre
Une zone de rencontre est en Belgique, en France et en Suisse, une zone urbaine à usage d'habitation ou de commerces, un centre-ville ou un centre historique, où la priorité est donnée aux piétons et aux cyclistes ; ceci dans une logique de partage de l’espace par les différents usagers dont les automobilistes et autres conducteurs d'engins motorisés dont la vitesse maximale est formellement fixée à 20 km/h.
Les zones de rencontre sont une extension d’un concept plus ancien, celui de la zone résidentielle apparue dans les années 1970 aux Pays-Bas, avec les « woonerf », qui concernait principalement les espaces où l’habitat prédominait.
Dès 1988, ce concept a été étendu aux Pays-Bas aux quartiers commerciaux, centres-villes, et centres historiques : on parle alors de erf, et non plus de woonerf. Il est ensuite étendu à d’autres pays, comme la Belgique, la Suisse, puis en 2008 sous le nom de zone de rencontre.

## Amérique du Nord

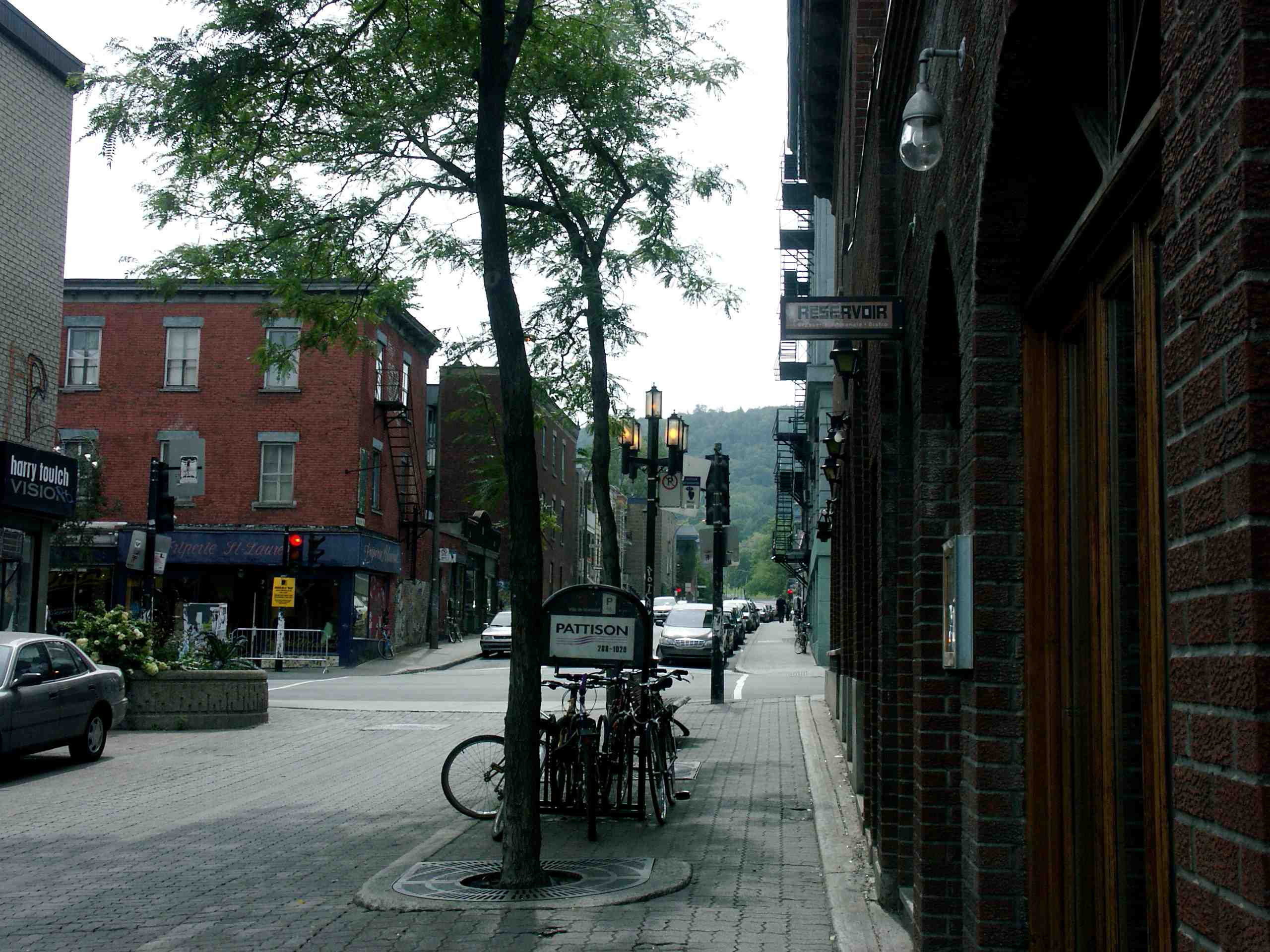
L'Avenue Duluth, à Montréal : larges bacs à fleurs et mince distinction entre la rue et le trottoir.

L'apaisement de la circulation est utilisé avec succès depuis des décennies dans les villes à travers l'Europe. Plus récemment, en réponse au nombre croissant des accidents de la circulation et des excès de vitesse, des villes en Amérique du Nord ont commencé à créer des programmes d'apaisement de la circulation visant à améliorer la sécurité et l'habitabilité dans les rues résidentielles. De nombreuses municipalités ont créé des solutions d'asphalte ou de béton, bien que les produits préformés en caoutchouc sont plus faciles à installer et répondent systématiquement aux exigences normalisées et sont de plus en plus populaires.

Differents types d'apaisement de circulation
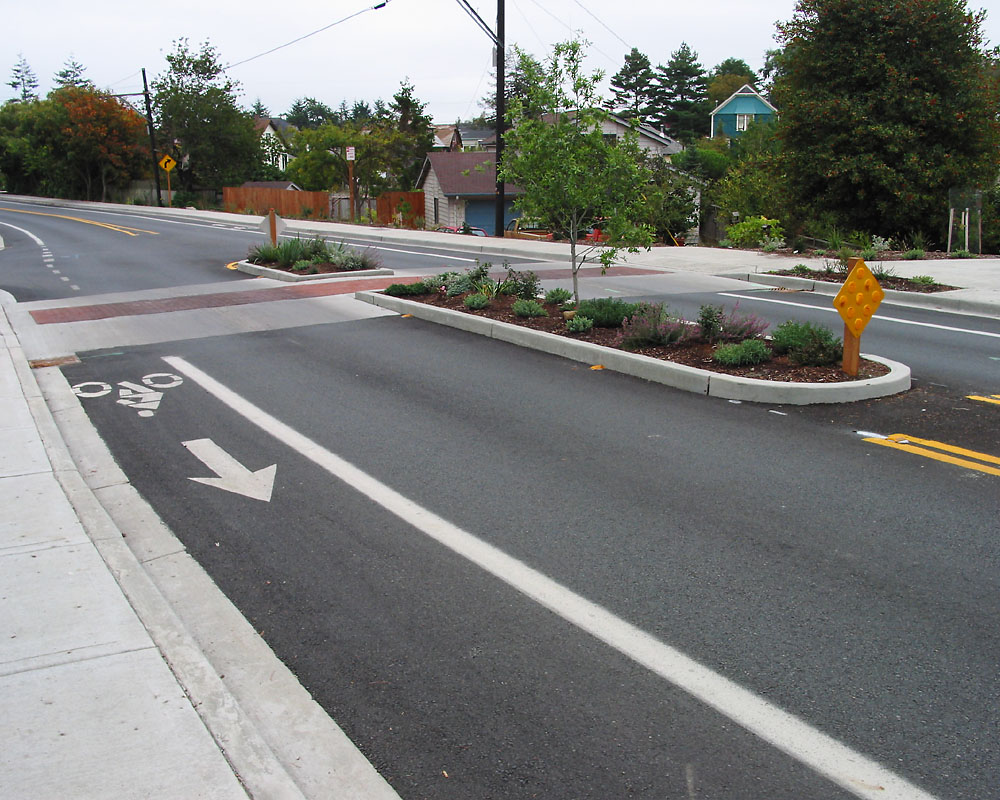
Un îlot central avec une traverse pour piétons surélevée à mi-pâté.
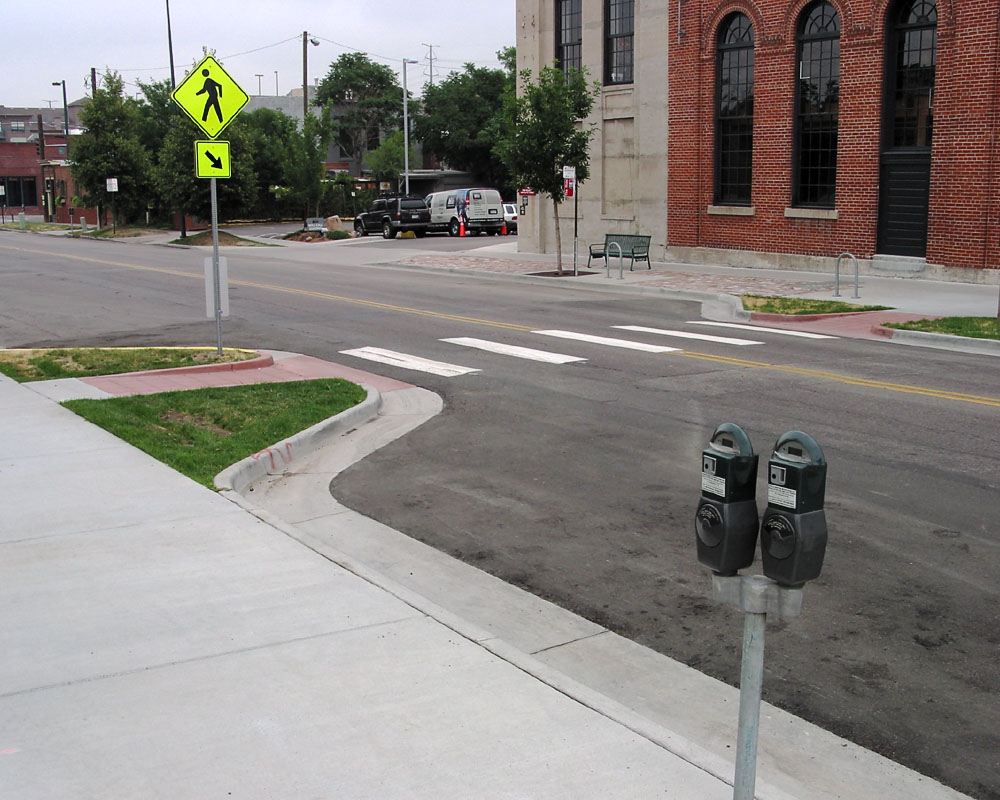
Trottoir avancé à une traverse pour piétons.
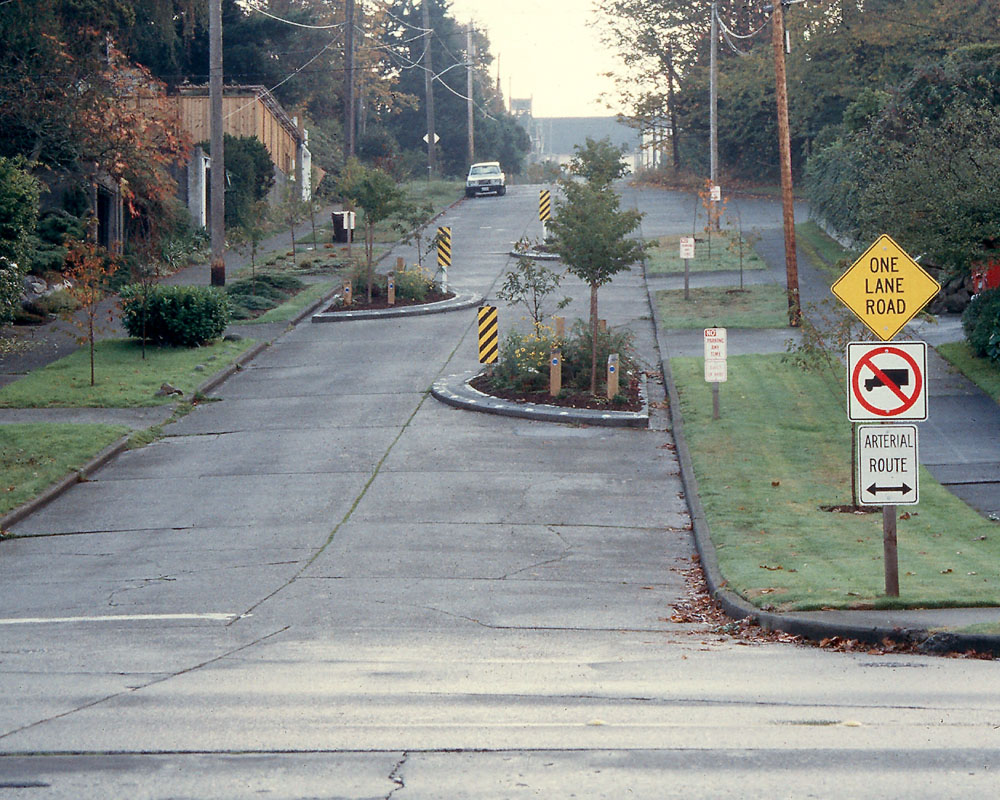
Chicane dans un sens unique.
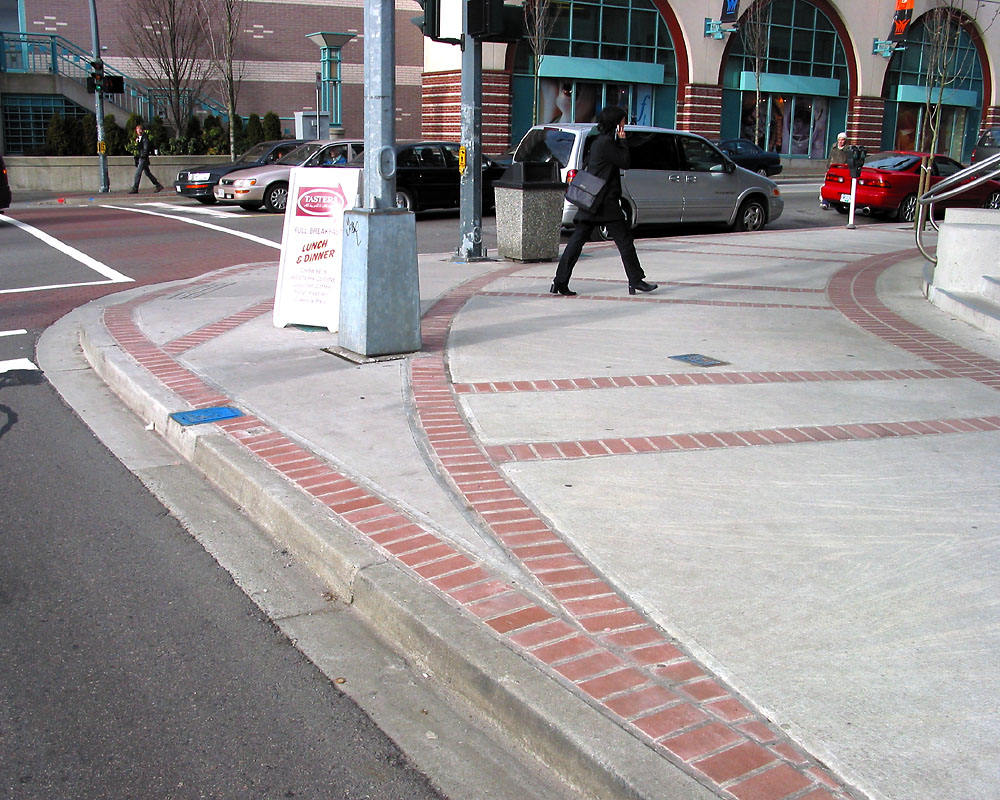
La courbe de virage a été réduite à cette intersection.